# Pointe du Mountet
Pointe du Mountet är en bergstopp i Schweiz.   Den ligger i distriktet Sierre och kantonen Valais, i den södra delen av landet, 100 km söder om huvudstaden Bern. Toppen på Pointe du Mountet är 3 877 meter över havet, eller 57 meter över den omgivande terrängen. Bredden vid basen är 0,11 km.
Terrängen runt Pointe du Mountet är huvudsakligen mycket bergig. Närmaste större samhälle är Zermatt, 6,5 km sydost om Pointe du Mountet. 
Trakten runt Pointe du Mountet består i huvudsak av gräsmarker. Runt Pointe du Mountet är det ganska glesbefolkat, med 27 invånare per kvadratkilometer.